# Pluton (géologie)
Ne doit pas être confondu avec Géologie de Pluton.
Pour les articles homonymes, voir Pluton.
En géologie, un pluton est un massif cristallin formé de roches plutoniques, constituant une grosse masse ovoïde (batholite) ou une grosse lentille (laccolite, lopolite). Les plutons sont le devenir des magmas lorsqu'ils sont retenus en profondeur dans la croûte, par opposition aux cônes volcaniques, qui sont le résultat de la remontée en surface de ces derniers. Les plutons n'apparaissent donc en surface que par suite des processus d'érosion et de rééquilibrage isostatique. Sur Terre, deux grands types de roches plutoniques sont représentés majoritairement, les granites et les gabbros, formant ce que les géologues appellent un massif granitique ou un massif gabbroïque.
Les plutons peuvent être polyphasés, c’est-à-dire constitués par plusieurs venues successives.

## Les plutons dans la croûte continentale

Bloc diagramme schématique, modélisant les différents types d'intrusions.
Plutons allochtones :
1. Intrusion respectant les lignes de forces de l'encaissant mais en déformant la couche supérieure : laccolite.
2. et 4. Intrusion traversant les couches géologiques : dyke.
5. Intrusion respectant les lignes de forces de l'encaissant sans déformation : sill.
7. Intrusion respectant les lignes de forces de l'encaissant mais en déformant la couche inférieure : lopolite.
Plutons autochtones :
3. Domaine des anatéxites, anatexie crustale avec piégeage du liquide in situ, conduit à une morphologie de batholite
Volcanisme :
6. Cheminée volcanique.

On distingue deux types de plutons selon qu'ils ont « voyagé » dans la croûte continentale ou non. On parle respectivement de plutons allochtones ou extravasés, et de plutons autochtones.

### Les plutons allochtones ou extravasés
Ce sont généralement les types de plutons que l'on rencontre à l'affleurement. Ces intrusions magmatiques (c'est-à-dire les plutons) se localisent principalement dans les racines de chaînes de montagne érodées, en zone métamorphique. En France, on en trouve par exemple dans le Massif central et le Massif armoricain qui constituent les restes de la chaîne hercynienne. Ces types de plutons ont alors généralement une composition de granitoïdes, et plus précisément de granite lorsqu'ils résultent d'anatexie crustale. L'exemple par excellence d'un granite allochtone est celui de Flamanville dans le Massif Armoricain.

#### Mécanismes de formation
Le mécanisme qui régit la formation d'un liquide magmatique est la fusion partielle d'une source.
Pour les granites acides, l'origine du magma est crustale, pour les granites alcalin, tholéïtique ou calco-alcalin, il est d'origine mantellique mais tous les deux résultent de l'anatexie. Cette fusion partielle se produit en contexte de compression.
Deux mécanismes peuvent donner lieu à de l'anatexie crustale :
- En fin de subduction, la croûte océanique plongeante peut entraîner, du fait de son poids, une partie de la croûte continentale dans le manteau lithosphèrique. Cette descente en profondeur porte la croûte continentale à des conditions de température et de pression assez élevées pour permettre la fusion de la croûte.
- Lors de la collision succédant la subduction, la croûte continentale s'épaissit, pouvant atteindre jusqu'à 80 km d'épaisseur (limite théorique donnée par la géophysique, à partir de laquelle la chaîne s'effondre sur elle-même). Cet épaississement conduit à enfouir en profondeur les roches de la croûte continentale, les portant aux conditions de température et de pression provoquant l'anatexie.

#### Remontée au travers de la lithosphère
Le moteur principal de l'ascension du liquide magmatique au travers de la croûte est le contraste de densité qu'il y a entre le magma liquide, et l'encaissant solide. Cette remontée fait donc intervenir la poussée d'Archimède. Les géologues ont proposé deux théories qui expliqueraient comment cette remontée est possible au travers d'un matériau solide :
- Via des réseaux de failles préexistants[5], lorsque cette remontée se déroule en domaine cassant, ou via des failles synchrones de la remontée, si elle se fait en force. Ces failles peuvent être le résultat de la tectonique active contrôlant le processus d'orogenèse.

- En poussant littéralement les roches alentour par le mécanisme de « ballooning », dont le moteur est le contraste de densité[6]. Ce mécanisme est celui qui régit la remontée en domaine ductile, mais il peut aussi être envisageable en domaine cassant, bien que remis en cause à l'heure actuelle[réf. nécessaire].

L'histoire de la vie d'une chaîne de montagne (voir Orogenèse) est longue, et pour expliquer la nécessité d'avoir des emplacements de « vides » dans lesquels le magma pourrait venir s'injecter avant de refroidir, un contexte en distension serait nécessaire. Celui-ci pourrait se produire lors de l'écoulement gravitaire de la chaîne.

#### Piégeage en profondeur
Il résulte de plusieurs facteurs qui peuvent intervenir indépendamment les uns des autres, ou être couplés. 

##### Influence de la densité
Le contraste de densité joue le rôle d'« ascenseur » jusqu'à ce que celui-ci s'annule. S'il s'annule avant d'atteindre la surface, le magma sera bloqué en profondeur et refroidira lentement dans les profondeurs pour former un pluton.
L'autre possibilité pour stopper cette ascension, dans la théorie du ballooning, est que le réseau de failles ne perdure pas jusqu'à la surface. Il est alors nécessaire d'avoir un gradient de densité assez important pour que le magma puisse fracturer les roches afin de se frayer un chemin dans la croûte. Ainsi, si le gradient est trop faible, le liquide sera contraint de refroidir en profondeur.  

##### Influence de la viscosité
L'autre facteur majeur du piégeage en profondeur est l'influence de la viscosité. Pourquoi est-il impossible [réf. nécessaire] de trouver des gabbros dans la croûte continentale ?  Tout simplement parce que le liquide magmatique, qui a ici une composition de basalte, a une viscosité faible (bien qu'environ 100 fois supérieure à celle de l'eau). Ainsi, la remontée est peu freinée par ce facteur, et le magma peut atteindre plus facilement la surface. La viscosité augmente avec la teneur en silice et en alcalins du magma, ce qui explique pourquoi des magmas très différenciés comme les liquides granitiques ont une difficulté supplémentaire à atteindre la surface.

##### Influence de la température

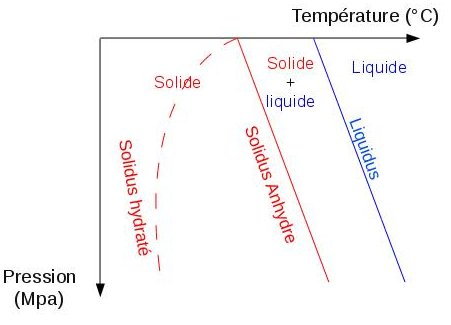
Diagramme pression température avec solidus sec et hydraté

En théorie, tout état de la matière est susceptible de changer de phase. Ainsi, tout solide est potentiellement capable de passer sous l'état liquide et inversement. Un liquide restera donc liquide tant que la température intrinsèque de la matière reste au-dessus du liquidus. Par exemple, en simplifiant, le liquidus de l'eau est à 0 °C, au-dessous l'eau est solide, et au-dessus elle est liquide. Les magmas peuvent donc rester piégés en profondeur, s'ils refroidissent  pendant leur remontée. Ainsi, si la température du magma passe en dessous du liquidus, il commencera à cristalliser en place et formera un pluton.

##### Influence de l'eau
L'eau, ou plutôt son absence, joue également un rôle majeur dans le piégeage des magmas en profondeur, par son effet sur le solidus. On parle de solidus hydraté ou anhydre. En absence d'eau, le solidus des magmas est repoussé vers les hautes températures. Cela signifie que, à pression et température équivalentes, le solidus anhydre est à plus haute température que le solidus hydraté : un magma dans ces conditions cristallisera à plus haute température en absence d'eau qu'avec. Ainsi, lorsque le magma ne contient ni eau ni éléments volatils, il peut potentiellement recouper son solidus anhydre avant d'atteindre la surface.

#### Une morphologie associée aux processus de remontée
On distingue plusieurs types de plutons en fonction de leur morphologie : les batholites, les laccolites et les lopolites, entre autres.
- Les batholites (ou massif intrusif ou discordant) sont le résultat d'une mise en place en force du liquide magmatique dans l'encaissant (diapirisme, théorie du ballooning). Ainsi, en carte, ils ont généralement une forme circulaire qui ne respecte pas la morphologie de l'encaissant[2].
- Les laccolites (ou massif concordant) sont le résultat d'une mise en place en respectant les lignes de force de l'encaissant (remontée au travers des réseaux de failles préexistantes). À l'affleurement, on observe généralement une forme de lentille qui s'accorde avec la morphologie de l'encaissant[2]. Les lopolites sont une déclinaison des laccolites.

### Les plutons autochtones ou granite d'anatexie
Conséquence du métamorphisme régional des roches de la croûte continentale en profondeur, ces plutons sont le résultat d'un piégeage en profondeur in situ. Ils sont donc souvent, sur le terrain, associés avec des migmatites. En France, on trouve des complexes granitiques autochtones dans le Velay.

#### Mécanisme de formation
Ici aussi, l'origine du liquide magmatique est issue d'anatexie crustale, ce qui explique la composition de granitoïde des plutons. Dans les racines de chaînes de montagnes, et dans la croûte inférieure, règnent des conditions de pression et température élevées. Dans une certaine fourchette de profondeur, les conditions sont suffisantes pour provoquer la fusion partielle, mais insuffisantes pour dépasser le seuil d'Arzi et atteindre le domaine du magmatisme. On est alors entre la courbe du liquidus et du solidus.

#### Piégeage en profondeur
Ici, le piégeage se fait in situ. À ces profondeurs, les roches sont encore à l'état solide, mais la fusion partielle débute pour donner naissance à du liquide magmatique. N'ayant pas dépassé le seuil d'Arzi, on qualifie les roches de migmatites. Il n'y a pas de connexion des liquides issus de la fusion partielle de la roche, ils sont séparés par des rubanements restés solides de type gneissique. Ainsi, les liquides sont piégés au sein même des roches, ne pouvant s'en extraire.
Lorsque l'érosion est active, le rééquilibrage isostatique entraîne une remontée du bâti, et les conditions de pression et température, antérieurement favorables à la fusion, diminuent, ceci favorisant la cristallisation des liquides.
Parfois, si le seuil d’Arzi est atteint les liquides s’extraient et s’accumulent sur place, juste au-dessus de la zone de fusion partielle. On parle tout de même de plutons autochtones.

#### Une morphologie associée aux processus de piégeage
Imaginons que l'érosion mette à nu ces terrains, comme dans le Velay (cette situation suppose une érosion importante, du fait de la profondeur des phénomènes de formation de ce type de pluton). On verrait sur le terrain un mélange d'aspect hétérogène de roche plutonique de type granitique et de restites : un granite contenant de nombreuses enclaves. Finalement, ces morphologies correspondent à des massifs discordants, donc des batholites.

## Les plutons dans la croûte océanique

### Principaux gisements
On trouve également des plutons dans la croûte océanique, malaisés à observer. Ils ont alors une composition de gabbro. Il est difficile de parler d'origine allo- ou autochtone ici, puisque les processus de mise en place de ces plutons induisent un facteur de mouvement (voir la théorie de la tectonique des plaques, et le mode de formation des dorsales océaniques). Les gabbros sont les constituants majeurs de la croûte océanique.

### Mécanismes de formation

#### La formation d'un liquide magmatique
Pour les gabbros, l'origine du magma est mantellique. Il est accrété à la dorsale par des processus de remontée du manteau lithosphérique qui surviennent après une phase de rifting. La fusion du manteau supérieur peut être provoquée par plusieurs facteurs, comme l’hydratation [réf. nécessaire] ou la décompression adiabatique ; tous ont comme conséquence le passage du solidus par la péridotite (roche constituant le manteau supérieur).